# Alfred Chevalier
Alfred Omer François Joseph Chevalier (Houdain (Frankrijk), 12 mei 1844 - Saint-Ghislain, 31 maart 1921) was een Belgisch senator en burgemeester.

## Levensloop
Chevalier, beroepshalve industrieel, was meer dan dertig jaar verbonden met de gemeente Saint-Ghislain, als gemeenteraadslid (1881-1912), schepen (1893-1912) en burgemeester (1902-1912).
In 1905 volgde hij de overleden Henry Sainctelette op als liberaal senator voor het arrondissement Bergen-Zinnik. Hij behield dit mandaat tot in 1908. In 1912 werd hij voor de socialisten verkozen als senator voor het arrondissement Gent-Eeklo en vervulde dit mandaat tot in 1919.